# Platiß
Platiß is een plaats in de Duitse gemeente Hellenthal, deelstaat Noordrijn-Westfalen, en telt 33 inwoners (2006).